# Flugplatz Höxter-Holzminden

i7
i11
i13
Der Flugplatz Höxter-Holzminden (ICAO-Code: EDVI) ist ein Verkehrslandeplatz etwa 2,5 km nordwestlich der Kreisstadt Höxter auf dem Räuschenberg und etwa 4,5 km südwestlich der Kreisstadt Holzminden.
Der Flugplatz ist für Flugzeuge bis 5,7 t zugelassen. Betreiber ist seit 2010 der Luftsport Höxter e. V. mit Sitz in Holzminden. Der Platz ist mit dem Auto über Höxter-Brenkhausen zu erreichen.

## Geschichte
Der Flugplatz auf dem Räuschenberg wird bereits seit 1933 als Fliegerheide für den Segelflugsport genutzt. Im Zweiten Weltkrieg 1940 erfolgte die Übernahme eines Grundstücks durch das Nationalsozialistische Fliegerkorps (NSFK) Gruppe 10 Westfalen, das hier ein Wohnhaus, eine Halle und einen Turm zur Beobachtung von Flugbewegungen errichtete.
Seit den 1950er Jahren ist der Segelflugplatz durch Übernahme des defizitären Betriebes seitens der Stadt Höxter, der Stadt Holzminden, des Kreises Höxter und des Landkreises Holzminden in kommunaler Hand. Im Jahr 1968 wurde von den Kommunen mit dem Eigentümer der „Schafswiesen“ ein neuer Erbbaurechtsvertrag mit einer Laufzeit von 99 Jahren vereinbart, und es erfolgte die Kategorisierung zum Sonderlandeplatz. Geschäftsführer der kommunalen Flugplatz Höxter-Holzminden Betrieb-GmbH war Othmar Zürker. Bürgermeister Heinrich Rosenbaum war Anfang der 1970er Jahre zugleich Aufsichtsratsvorsitzender.
Von 1974 bis September 1975 haben während des Kalten Kriegs 28 britische Pioniere der 65 Corps Support Squadron (CSS) Royal Engineers aus Hameln unter der Führung von Sergeant Major Roger Thorington im Rahmen einer Militärübung die rund 230.000 Quadratmeter große Fläche des Flugplatzes mit Wesersandstein geebnet, 250.000 Kubikmeter Boden bewegt und 150 Kilogramm Sprengstoff eingesetzt. Die britische Rheinarmee übernahm auch die Kosten für die Lastkraftwagen, Bagger und Planierraupen und verbrauchten 200.000 Liter Dieselkraftstoff. Die asphaltierte Start- und Landebahn für Motorflugzeuge wurde auf 814 Meter lang und 20 Meter breit ausgebaut und die Wiese der Segelflugstartbahn umfasst eine Fläche von 800 Meter lang und 50 Meter breit.
| Kostenträger                            | Betrag in DM |
| --------------------------------------- | ------------ |
| Großbritannien (Britische Streitkräfte) | 800.000      |
| Nordrhein-Westfalen                     | 650.000      |
| Kreis Höxter und Stadt Höxter           | 650.000      |
| Gesamtkosten                            | 2.100.000    |

Am 27. September 1975 erfolgte die offizielle Eröffnung des neuen Flugplatzes. Eine geplante Vorführung der angereisten britischen Helikopter-Kunstflugstaffel Blue Eagles mit fünf H-13 Sioux, deren Heimatstationierung das Middle Wallop Airfield in Südengland war, scheiterte an Sturmböen am Festtag. 
Die Luftaufsicht gab den Flugplatz im September 1975 für ein- und zweimotorige Flugzeuge bis zu einem Fluggewicht von 2600 Kilogramm frei, die zum örtlichen Kreisluftsportverein Höxter (Vorsitzender 1975 war Klaus Steven) gehörten oder auf dem Flugplatz stationiert wurden. Im Jahr 1976 erfolgte die Einordnung als Verkehrslandeplatz der Klasse 2 für Flugzeuge mit einem Abfluggewicht von bis zu 5,7 Tonnen.
Im Jahr 1998 wurde die Flugplatz Höxter-Holzminden Betriebs GmbH gegründet und kurz darauf der Flugplatz privatisiert. Der Datentechnik-Unternehmer Jens Gronemeyer (* 1967) übernahm als Pächter und geschäftsführender Gesellschafter das Areal. Daneben gab es die Flughafen Höxter-Holzminden Beteiligungs GmbH, die im Mai 2008 liquidiert wurde.
Im Jahr 2002 fand der Finallauf um die Meisterschaft im ADAC-Slalom-Einsteiger-Cup 2002 auf dem Verkehrslandeplatz statt. Am 13. Juli 2002 kam es zu einem Fallschirmspringerunglück, bei dem der Springer Patrick S. getötet und ein weiterer Springer des Vereins „Spacelordz“ aus Berlin schwer verletzt wurde.
Im Jahr 2005 verließ der Fallschirmspringerclub FSC Dädalus Höxter nach Rechtsstreitigkeiten den Flugplatz und der Fallschirmspringer-Club Skydive übernahm die Nutzung. Im Jahr 2007 betrug der Verlust der Flugplatznutzung nach Angaben des Pächters 94.467 Euro. Bis März 2007 war Eberhard Scholz als Notgeschäftsführer bestellt worden.
Gesellschafter waren bis zum 22. Dezember 2007 die Flugplatz Höxter–Holzminden Beteiligungs GmbH mit 98,4 Prozent sowie der Aero-Club Höxter e. V. mit 1,6 Prozent. Mit Kaufvertrag vom 22. Dezember 2007 sind die Gesellschaftsanteile der Flugplatz Höxter–Holzminden Beteiligungs GmbH an Jens Gronemeyer verkauft worden.
Am 23. Dezember 2009 entschied der bisherige Pächter und Unternehmer Jens Gronemeyer, seinen Vertrag zum Betrieb des Flugplatzes zum 31. Dezember 2009 auslaufen zu lassen. Eine Einigung mit der Stadt Höxter, die mit zwei weiteren Interessenten verhandelte, konnte dabei nicht erreicht werden. An die Kosten des Erbbauzinses von 35.000 Euro pro Jahr für einen Landwirt ist die Stadt Höxter bis 2067 gebunden, verfügt aber über keine Genehmigungen, den Flugbetrieb fortzuführen. Der ansässige Fallschirmspringer-Club Skydive Höxter suchte bereits nach neuen Arealen. Ab April 2010 nutzt der Fallschirmspringerklub den Flugplatz Bad Gandersheim.
Von Januar bis April 2010 war der Flugbetrieb stillgelegt worden. Am 7. April 2010 wurde bekannt, dass der am 21. Februar 2010 neu gegründete Luftsport Höxter e. V. unter dem Vorsitzenden Andreas Krukemeyer den Flugbetrieb wiederaufnehmen wird. Die Bezirksregierung in Münster erteilte eine entsprechende Genehmigung. Nach Abschluss des 12 Jahre laufenden Pachtvertrages mit der Stadtverwaltung Höxter Mitte März 2010 konnte der Flugbetrieb im April 2010 wiederaufgenommen werden.
Von Januar bis Juni 2011 gab es zudem eine Kooperation mit dem 1971 gegründeten Fallschirmclub Remscheid e. V. „Aufgrund einer Fülle von Ungereimtheiten“ hat der FSC Remscheid den Flugplatz wieder verlassen. Anschließend übernahm Fallschirmsport Damme den Fallschirmsprungbetrieb auf dem Flugplatz Höxter-Holzminden und führt diesen neben ihrem Hauptsitz am Flugplatz Damme bis heute durch.
Im September 2013 und September 2014 erfolgte ein Übungsflug und die Landung von 11 Eurocopter EC 135 der Bundeswehr.

## Zwischenfälle
- Am 21. Oktober 2012 stürzte ein Sportflugzeug des Typs Piper PA-32R-300 Cherokee Lance kurz nach dem Start in ein angrenzendes Waldgebiet. An Bord befanden sich neben dem 35-jährigen Piloten noch fünf Passagiere, die einen Rundflug bei einer Verlosung der Schützengilde Höxter gewonnen hatten. Alle Insassen wurden verletzt, darunter zwei schwer.[8][9][10]

- Am 23. August 2015 stürzte ein Ultraleichtflugzeug des Typs Flight Design CTSW ab. Dabei wurde der 36-jährige Pilot des Ultraleicht- und Drachenfliegerclubs Forst-Sengenthal aus der Großgemeinde Freystadt tödlich verletzt.[11]